# Massenya
Massenya is een stadje in Tsjaad met ongeveer 4000 inwoners. Het is de hoofdstad van de provincie Chari-Baguirmi en ligt ongeveer 120 km ten oosten van de grens met Kameroen. De hoofdstad Ndjamena ligt 160 kilometer naar het noordwesten. Massenya ligt in de Plaine de Massenya, een vochtig landschap in de Sahel, dat sinds 2008 beschermd wordt als Ramsar-gebied. 

## Geschiedenis
Massenya werd gesticht in 1512 met de naam Boum Massémia; het was de hoofdstad van het sultanaat Baguirmi, dat van 1480 tot 1897 in Centraal-Afrika bestond. In de jaren 1850 had de stad ongeveer  25.000 inwoners. Reeds in de 17e eeuw floreerde de handel in de stad, vooral wegens de opkomende slavenhandel. Vroeger bevond zich hier het paleis van de sultan en een gerechtshof. De stad werd beschermd door een ovaalvormige muur met een lengte-as van 2300 meter en een breedte-as van 1570 meter.Met uitzondering van de regeringsgebouwen en moskee, die met steen zijn gebouwd, bestond de stad volgens de First Encyclopaedia of Islam (1913-1936) uitsluitend uit eenvoudige lemen hutten. Nadat de stad bij een belegering in 1870 door het Sultanaat Ouaddaï deels was verwoest, werd de plaats, toen Rabih az-Zubayr in 1893 het sultanaat veroverde, platgebrand door de plaatselijke heerser Mbang Gaourang. Deze kon aan de belegering door Rabih geen weerstand bieden, maar wilde niet dat de plaats intact in zijn handen viel.

## Infrastructuur
Het vliegveld van Massenya bedient de gehele regio Chari-Baguirmi. Er is een onverharde baan van bijna 1 km lang. 70 kilometer ten zuiden van de stad stroomt de rivier Chari, die over een niet-verharde weg bereikbaar is. Andere wegen geven verbinding met Ndjamena en met het zuidoosten van het land.